# یژکوویتسه
یژکوویتسه (به چکی: Ježkovice) یک منطقهٔ مسکونی در جمهوری چک است که در ناحیه ویشکوو واقع شده‌است. یژکوویتسه ۱۱٫۶۹ کیلومتر مربع مساحت و ۳۵۷ نفر جمعیت دارد و ۴۱۲ متر بالاتر از سطح دریا واقع شده‌است.